# Física atómica

Esquema que explica la emisión alfa. Muestra una partícula alfa (α) expulsada del núcleo de un átomo. Los protones se muestran en rojo y los neutrones en azul.

La física atómica es la rama de la física que estudia las propiedades y el comportamiento de los átomos (electrones y núcleos atómicos) así como las interacciones materia-materia y luz-materia en la escala de átomos individuales. El estudio de la física atómica incluye la forma en la cual los electrones están organizados alrededor del núcleo y los procesos mediante los cuales este orden puede modificarse, también comprende los iones, así como a los átomos neutros y a cualquier otra partícula que sea considerada parte de los átomos. La física atómica incluye tratamientos tanto clásicos como cuánticos, ya que puede tratar sus problemas desde puntos de vista microscópicos y macroscópicos.
La física atómica y la física nuclear tratan cuestiones distintas, la primera trata con todas las partes del átomo, mientras que la segunda lo hace solo con el núcleo del átomo, siendo este último especial por su complejidad. Se podría decir que la física atómica trata con las fuerzas electromagnéticas del átomo y convierte al núcleo en una partícula puntual, con determinadas propiedades intrínsecas de masa, carga y espín. 
La investigación actual en física atómica se centra en actividades tales como el enfriamiento y captura de átomos e iones, lo cual es interesante para eliminar «ruido» en las medidas y evitar imprecisiones a la hora de realizar otros experimentos o medidas (por ejemplo, en los relojes atómicos); aumentar la precisión de las mediciones de constantes físicas fundamentales, lo cual ayuda a validar otras teorías como la relatividad o el modelo estándar; medir los efectos de correlación electrónica en la estructura y dinámica atómica y la medida y comprensión del comportamiento colectivo de los átomos de gases que interactúan débilmente (por ejemplo, en un condensado de Bose-Einstein de pocos átomos). 

## Historia y desarrollos
Uno de los primeros pasos hacia la física atómica fue el reconocimiento de que la materia estaba compuesta por "átomos". Esto forma parte de los textos escritos entre el siglo VI a. C. y el siglo II a. C., como los de Demócrito o Vaiśeṣika Sūtra, escrito por Kaṇāda. Esta teoría fue desarrollada más tarde en el sentido moderno de la unidad básica de un elemento químico por el químico y físico británico John Dalton en el siglo XVIII. En esta etapa, no estaba claro qué eran los átomos, aunque podían ser descritos y clasificados por sus propiedades (en masa). La invención del sistema periódico de elementos por Dmitri Mendeléyev fue otro gran paso hacia adelante.
El verdadero comienzo de la física atómica está marcado por el descubrimiento de las líneas espectrales y los intentos de describir el fenómeno, especialmente por Joseph von Fraunhofer. El estudio de estas líneas condujo al modelo atómico de Bohr y al nacimiento de la mecánica cuántica. Al intentar explicar los espectros atómicos, se reveló un modelo matemático completamente nuevo de la materia. En lo que respecta a los átomos y sus capas electrónicas, esto no solo dio lugar a una mejor descripción general, es decir, el modelo orbital atómico, sino que también proporcionó una nueva base teórica para la química (química cuántica) y la espectroscopía.
Desde la Segunda Guerra Mundial, tanto los campos teóricos como experimentales han avanzado a un ritmo rápido. Esto se puede atribuir a los avances en la tecnología de computación, que ha permitido modelos más grandes y sofisticados de la estructura atómica y los procesos de colisión asociados. Los avances tecnológicos similares en aceleradores, detectores, generación de campos magnéticos y lásers han ayudado enormemente en el trabajo experimental.
Más allá de los fenómenos bien conocidos que pueden describirse con la mecánica cuántica regular, pueden ocurrir procesos caóticos que necesitan descripciones diferentes.

## Átomos aislados
La física atómica considera principalmente a los átomos de forma aislada. Los modelos atómicos consistirán en un solo núcleo que puede estar rodeado por uno o más electrones enlazados. No se ocupa de la formación de moléculas (aunque gran parte de la física es idéntica), ni examina los átomos en estado sólido como materia condensada. Se ocupa de procesos como la ionización y excitación por fotones o colisiones con partículas atómicas.
Si bien modelar átomos de forma aislada puede no parecer realista, si uno considera átomos en un gas o plasma, las escalas de tiempo para las interacciones átomo-átomo son enormes en comparación con los procesos atómicos que generalmente se consideran. Esto significa que los átomos individuales pueden tratarse como si cada uno estuviera aislado, como ocurre en la gran mayoría de las veces. Mediante esta consideración, la física atómica proporciona la teoría subyacente en la física del plasma y la física atmosférica, aunque ambas tratan con un gran número de átomos.

## Configuración electrónica
Los electrones forman capas alrededor del núcleo. Estos normalmente están en un estado fundamental, pero pueden ser excitados por la absorción de energía de la luz (fotones), campos magnéticos o la interacción con una partícula en colisión (típicamente iones u otros electrones).

En el modelo de Bohr, se muestra la transición de un electrón con n=3 a la capa n=2, donde se emite un fotón. Un electrón de la capa (n=2) debe haber sido removido previamente por ionización.

Se dice que los electrones que pueblan una capa están en un estado ligado. La energía necesaria para sacar un electrón de su capa (llevándolo al infinito) se llama energía de enlace. Cualquier cantidad de energía absorbida por el electrón en exceso de esta cantidad se convierte en energía cinética de acuerdo con el principio de conservación de la energía. Se dice que el átomo ha sufrido el proceso de ionización.
Si el electrón absorbe una cantidad de energía menor que la energía de enlace, pasará a un estado excitado. Después de cierto tiempo, el electrón en un estado excitado "saltará" (sufrirá una transición) a un estado más bajo. En un átomo neutro, el sistema emitirá un fotón de la diferencia de energía, ya que la energía se conserva.
Si un electrón interno ha absorbido más que la energía de enlace (de modo que el átomo se ioniza), entonces un electrón más externo puede sufrir una transición para llenar el orbital interno. En este caso, se emite un fotón visible o un rayo X característico, o puede tener lugar un fenómeno conocido como efecto Auger, donde la energía liberada se transfiere a otro electrón ligado, haciendo que entre en el continuo. El efecto Auger permite multiplicar la ionización de un átomo con un solo fotón.
Existen reglas de selección bastante estrictas en cuanto a las configuraciones electrónicas que se pueden alcanzar mediante la excitación por luz; sin embargo, no existen tales reglas para los procesos de excitación por colisión.

## Interacción entre átomos a nivel individual
La interacción entre átomos a nivel individual es un fenómeno fundamental en la química y la física, ya que determina muchas de las propiedades de la materia. Estas interacciones ocurren a través de fuerzas fundamentales y se pueden clasificar principalmente en tres tipos: fuerzas de Van der Waals, interacciones iónicas y covalentes, y enlaces metálicos.
Interacciones de Van der Waals
Las fuerzas de Van der Waals son interacciones débiles entre átomos y moléculas que no involucran la transferencia o compartición de electrones. Se deben a fluctuaciones en la distribución de electrones dentro de una molécula o átomo, lo que induce dipolos temporales que interactúan con otros dipolos cercanos. Estas interacciones son importantes en el comportamiento de las moléculas no polares y son responsables de fenómenos como la adhesión entre superficies de materiales no polares.
- Fuerzas de dispersión de London: Son las más débiles y surgen debido a la fluctuación instantánea de dipolos en átomos y moléculas.

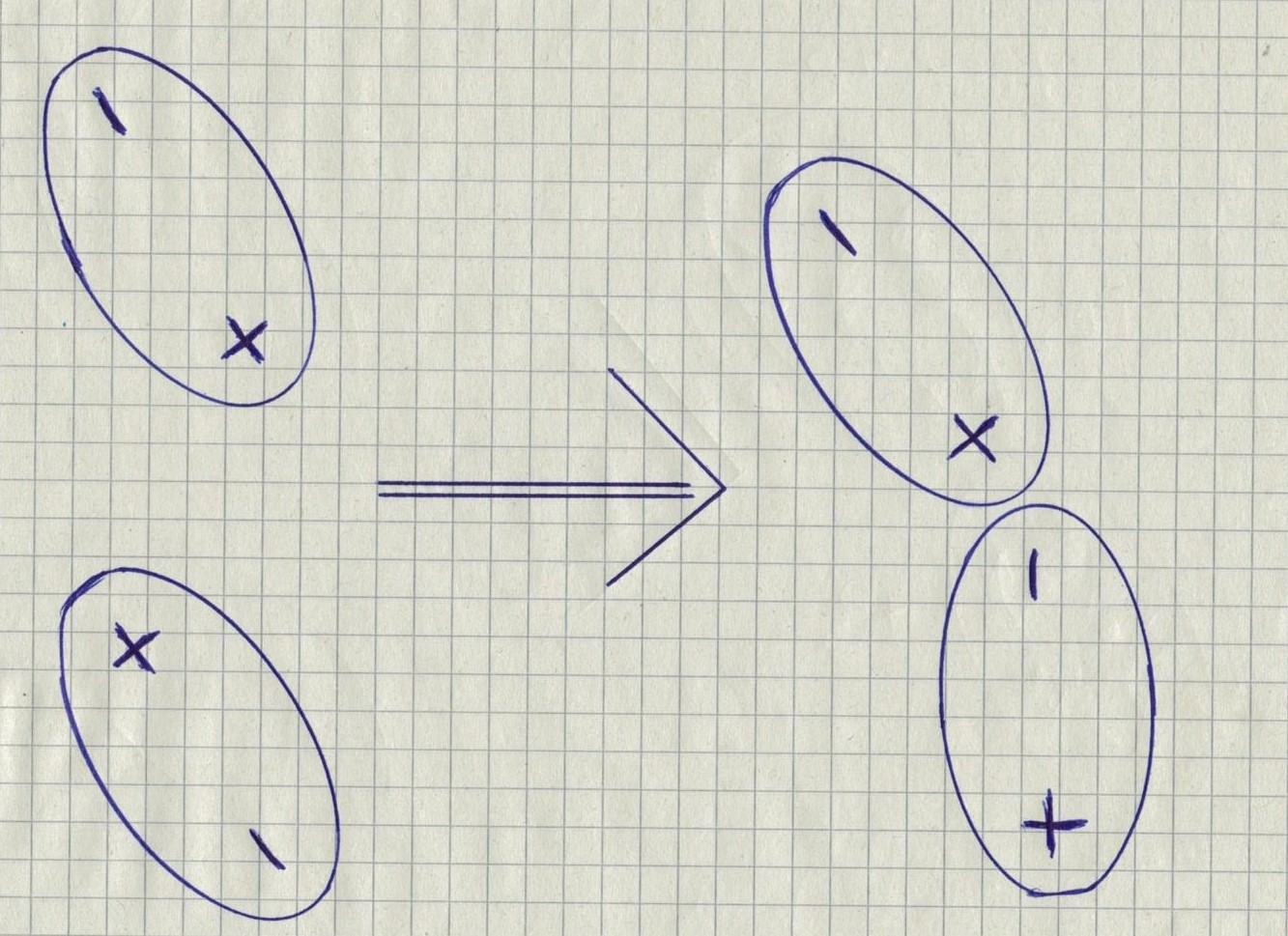
Interacción dipolo-dipolo.

- Interacciones dipolo-dipolo: Ocurren cuando moléculas con dipolos permanentes interactúan entre sí.

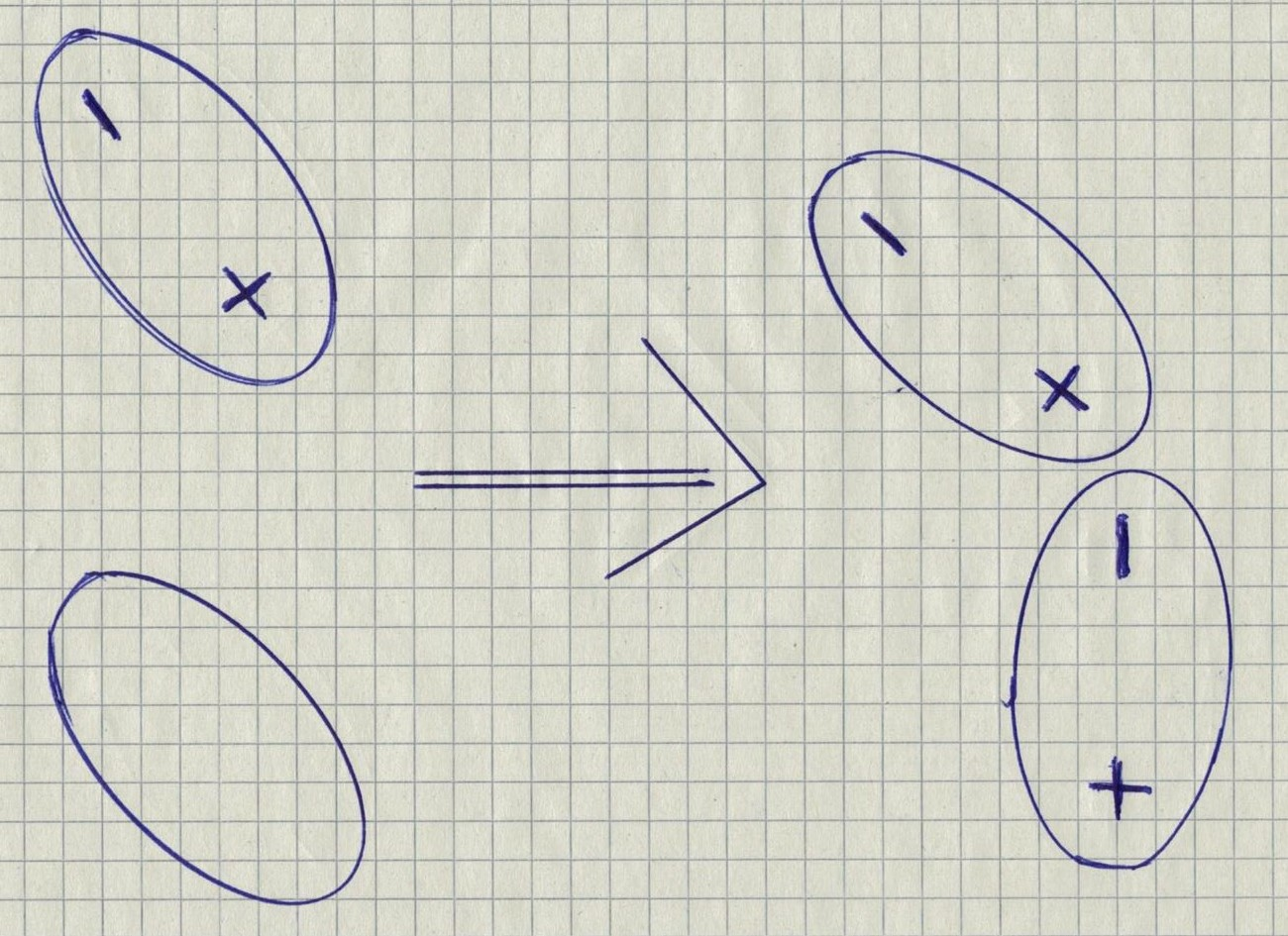
Interacción dipolo-inducido.

- Fuerzas dipolo-inducido: Se generan cuando un dipolo permanente induce un dipolo temporal en una molécula vecina.

Interacciones iónicas y covalentes
Estos tipos de interacciones son más fuertes que las de Van der Waals y están relacionadas con la transferencia o el compartir de electrones.

Enlace iónico entre el Flúor y el Litio para formar fluoruro de litio.

Enlace iónico: se produce cuando un átomo cede un electrón a otro átomo, generando iones con carga opuesta que se atraen fuertemente. Un ejemplo común es la interacción entre el sodio (Na) y el cloro (Cl) para formar el cloruro de sodio (NaCl).

Enlace covalente del hidrógeno y el carbono en una molécula de metano.

Enlace covalente: en este caso, los átomos comparten electrones para completar sus capas exteriores. Este tipo de enlace puede ser polar (cuando los electrones no se comparten equitativamente) o no polar (cuando los electrones se comparten equitativamente). Un ejemplo es el enlace en una molécula de agua (H₂O), donde el oxígeno comparte electrones con los hidrógenos.
Enlace metálico

Enlace metálico en el Zinc.

Este tipo de interacción ocurre entre átomos de metales, donde los electrones de valencia se deslocalizan y se mueven libremente a través de una red de iones metálicos positivos. Esta "nube electrónica" permite que los metales sean buenos conductores de electricidad y calor y les da propiedades como la ductilidad y la maleabilidad.
Interacciones de Coulomb y fuerzas nucleares
A nivel subatómico, las interacciones entre los átomos también se deben a las fuerzas de Coulomb y a las fuerzas nucleares.
Fuerzas de Coulomb: son las fuerzas electrostáticas de atracción o repulsión entre partículas cargadas, como los electrones y protones. La atracción entre electrones y protones mantiene a los átomos unidos, y las repulsiones entre electrones impiden que colapsen sobre el núcleo.
Fuerzas nucleares: son las fuerzas que mantienen unidos los protones y neutrones dentro del núcleo del átomo. Estas fuerzas son extremadamente poderosas a distancias muy pequeñas, pero de corto alcance.
Efectos cuánticos
A nivel atómico, las interacciones están regidas por la mecánica cuántica. Los electrones no se comportan como partículas clásicas, sino como nubes de probabilidad distribuidas en orbitales. La naturaleza de estos orbitales determina la forma en que los átomos se unen y cómo los electrones interactúan entre sí, lo que explica fenómenos como la estabilidad de las moléculas y la forma de las estructuras cristalinas.

## Físicos atómicos destacados
- Niels Bohr (1885–1962), físico danés; Premio Nobel de Física 1922 (estructura de los átomos y su radiación), modelo de Bohr del átomo, principio de correspondencia , principio de complementariedad
- Steven Chu (nacido en 1948), físico y político estadounidense; Premio Nobel de Física 1997 (átomos que influyen con láseres, enfriamiento láser), trampas atómicas y relojes atómicos , mediciones en física atómica
- Claude Cohen-Tannoudji (nacido en 1933), físico francés; 1997 Premio Nobel de Física (enfriamiento y atrapamiento de átomos con luz láser), mecánica cuántica, física nuclear y molecular
- Edward Uhler Condon (1902-1974), físico estadounidense; Principio de Franck-Condon, energía atómica, radar
- Paul Dirac (1902-1984), físico británico y cofundador de la física cuántica, Premio Nobel de Física 1933 (teoría atómica, con Schrödinger); Peine de Dirac, Estadística de Fermi-Dirac, Mar de Dirac, Espinor de Dirac, Ecuación de Dirac, Delta de Dirac, Constante de Dirac, Medida de Dirac, Hipótesis de Dirac, Postulado del monopolo magnético
- Enrico Fermi (1901-1954), físico nuclear ítalo-estadounidense; Premio Nobel de Física 1938, mecánica cuántica, mecánica estadística cuántica, estadística de Fermi-Dirac para fermiones, regla de oro de Fermi, superficie de Fermi, resonancia de Fermi, modelo de Thomas-Fermi, primera reacción en cadena nuclear controlada, bomba atómica, gas de Fermi, fermio, nivel de Fermi, problemas Fermi
- Robert Hofstadter (1915-1990), físico estadounidense, Premio Nobel de Física 1961 por su trabajo sobre la dispersión de electrones en núcleos atómicos, determinando el tamaño y la distribución de carga en protones y neutrones.
- Robert Oppenheimer (1904-1967), físico teórico estadounidense, director científico del Proyecto Manhattan para desarrollar la bomba atómica
- Ernest Rutherford (1871-1937), físico experimental británico; Premio Nobel de Química 1908 (desintegración radiactiva de los elementos y química de las sustancias radiactivas), descubridor del núcleo atómico, autor del modelo atómico de Rutherford, postulado del neutrón
- Arnold Sommerfeld (1868-1951), matemático y físico teórico alemán; modelo atómico de Bohr-Sommerfeld, constante de estructura fina, teoría de los metales de Sommerfeld
- Johannes Diderik van der Waals (1837–1923), físico neerlandés, Premio Nobel de Física 1910, atracción entre átomos, fuerzas de Van der Waals, radio de Van der Waals, ecuación de Van der Waals